# Marie (stripfiguur)
Marie is een personage uit de Vlaamse stripreeks Jommeke. Zij is de moeder van het hoofdpersonage Jommeke. 

## Omschrijving
Marie is de moeder van Jommeke. Haar uiterlijk varieert doorheen de reeks. In het begin is zij een wat zwaardere vrouw met blond haar dat aan het voorhoofd en in de nek krult. Het ligt steeds in permanent. Ze draagt dan altijd een zwarte korte jurk. Haar knieën worden niet bedekt en ook haar armen zijn bloot. Daar zij meestal thuis bezig is, draagt ze vaak een witte voorschort. In latere albums wordt Marie wat slanker, maar wordt ze nooit slank. Haar jurk wordt blauw, maar behoudt dezelfde stijl. Ook haar kapsel blijft behouden. Ze draagt steeds witte schoenen op hakken. Zij is gehuwd met Teofiel. Samen hebben ze één zoon, Jommeke. Marie is huisvrouw.
Marie komt al voor in het eerste Jommekesalbum, De jacht op een voetbal, maar komt ook voor in de oudere komische verhalen van Jommeke. Haar rol is in de oudste albums doorgaans heel bescheiden. Marie is de bezorgde moeder die soms tegen haar zin Jommeke op avontuur laat gaan. In de oudste albums heeft Marie heel wat typische kenmerken van het stereotiepe beeld van de zwakke vrouw. Ze valt gemakkelijk flauw bij crisissen. Ze gaat ook graag om met haar vriendinnen waarbij heel wat geroddeld wordt. Pas later zal dit beeld wat bijgesteld worden. Ze is echter niet op haar mond gevallen en staat als het moet, behoorlijk haar mannetje. Hoewel ze nu en dan wel een grotere rol in een album krijgt, zal het behoorlijk lang duren vooraleer ze eens een hoofdrol toegewezen krijgt.

## Albums
Marie komt voor in volgende albums: De jacht op een voetbal, De zingende aap, De koningin van Onderland, Purperen pillen, De muzikale Bella, Het hemelhuis, De zwarte Bomma, De ooievaar van Begonia, De schildpaddenschat, De straalvogel, De zonnemummie, Paradijseiland, Het staartendorp, Met Fifi op reis, Wie zoekt die vindt, Apen in huis, Het verkeerde land, Het wonderdrankje, Dolle fratsen, De verloren zoon, Kinderen baas, Geheime opdracht, De Samsons, De vliegende ton, Jacht op Gobelijn, Gekke grappen, Neuzen bij de vleet, De schat van de zeerover, Lieve Choco, Twee halve lappen, De Jommekesclub, De zeepkoning, De fwietmachine, Tita Telajora, De vruchtenmakers, Het geheim van Macu Ancapa, De hoed van Napoleon, De kristallen grot, De grasmobiel, De vrolijke bende, De slaapkop, Straffa Toebaka, De verborgen tempel, De gekke wekker, Prinses Pott, Peuterweelde, ...